# Manga pubblicati su Afternoon
Di seguito sono elencati tutti i manga apparsi nella rivista giapponese di fumetti Afternoon di Kōdansha. La lista, organizzata in decenni, mostra il titolo dell'opera, la prima e l'ultima uscita ed il mangaka che l'ha creata.
I manga in corso sono indicati con uno sfondo colorato.

## Anni ottanta
| Titolo                                    | Prima uscita  | Ultima uscita | Mangaka          |
| ----------------------------------------- | ------------- | ------------- | ---------------- |
| Oh, mia dea! (ああっ女神さまっ?)          | agosto 1988   | aprile 2014   | Kōsuke Fujishima |
| Spirit of Wonder (?)                      | 1989          | novembre 1994 | Kenji Tsuruta    |
| Kiseiju - L'ospite indesiderato (寄生獣?) | dicembre 1989 | gennaio 1995  | Hitoshi Iwaaki   |

## Anni novanta
| Titolo                                           | Prima uscita   | Ultima uscita | Mangaka                                       |
| ------------------------------------------------ | -------------- | ------------- | --------------------------------------------- |
| Compiler (コンパイラ?)                           | marzo 1990     | agosto 1992   | Kia Asamiya                                   |
| Gun Smith Cats (ガンスミスキャッツ?)             | dicembre 1990  | aprile 1997   | Ken'ichi Sonoda                               |
| Discommunication (ディスコミュニケーション?)     | dicembre 1991  | gennaio 1999  | Riichi Ueshiba                                |
| Assembler 0X (アセンブラ０Ｘ?)                   | 1992           | 1995          | Kia Asamiya                                   |
| Jiraishin (地雷震?)                              | settembre 1992 | novembre 1999 | Tsutomu Takahashi                             |
| L'Immortale (無限の住人?)                        | giugno 1993    | dicembre 2012 | Hiroaki Samura                                |
| Seraphic Feather (セラフィック・フェザー?)       | settembre 1993 | giugno 2008   | Yo Morimoto, Toshiya Takeda, Hiroyuki Utatane |
| Yugo (勇午?)                                     | dicembre 1993  | giugno 2004   | Shinji Makari, Akana Shu                      |
| Yokohama kaidashi kikō (ヨコハマ買い出し紀行?)   | aprile 1994    | febbraio 2006 | Hitoshi Ashinano                              |
| Le ali di Vendemiaire (ヴァンデミエールの翼?)    | novembre 1995  | novembre 1997 | Mohiro Kitō                                   |
| Blame! (?)                                       | gennaio 1997   | luglio 2003   | Tsutomu Nihei                                 |
| Kamikaze (神・風?)                               | marzo 1997     | febbraio 2003 | Satoshi Shiki                                 |
| Exaxxion (砲神エグザクソン?)                     | agosto 1997    | maggio 2004   | Ken'ichi Sonoda                               |
| Eden: It's an Endless World! (?)                 | settembre 1997 | giugno 2008   | Hiroki Endo                                   |
| Kōbe Zaijū (神戸在住?)                           | 1998           | marzo 2006    | Kon Kimura                                    |
| Narutaru (なるたる?)                             | marzo 1998     | ottobre 2003  | Mohiro Kitō                                   |
| Uchu Kazoku Carlvinson (宇宙家族カールビンソン?) | 1999           | 2000          | Yoshito Asari                                 |

## Anni 2000
| Titolo                                                                | Prima uscita   | Ultima uscita       | Mangaka                           |
| --------------------------------------------------------------------- | -------------- | ------------------- | --------------------------------- |
| Shadow Skill (?)                                                      | febbraio 2000  | marzo 2014          | Megumu Okada                      |
| Smuggler (スマグラー?)                                                | marzo 2000     | giugno 2000         | Shohei Manabe                     |
| Yume Tsukai (夢使い?)                                                 | gennaio 2001   | dicembre 2003       | Riichi Ueshiba                    |
| Nasu (茄子?)                                                          | luglio 2001    | dicembre 2002       | Iou Kuroda                        |
| Abenobashi - Il quartiere commerciale di magia (夢使い?)              | luglio 2001    | giugno 2002         | Kenji Tsuruta                     |
| LuCu LuCu (るくるく?)                                                 | ottobre 2001   | marzo 2009          | Yoshito Asari                     |
| Love Roma (ラブロマ?)                                                 | 2002           | dicembre 2005       | Minoru Toyoda                     |
| Genshiken (げんしけん?)                                               | aprile 2002    | agosto 2016         | Shimoku Kio                       |
| Little Forest (リトル・フォレスト?)                                   | ottobre 2002   | maggio 2005         | Daisuke Igarashi                  |
| Mushishi (蟲師?)                                                      | dicembre 2002  | agosto 2008         | Yuki Urushibara                   |
| Ore to Akuma no Burūzu (俺と悪魔のブルーズ?)                          | 2003           | 2008                | Akira Hiramoto                    |
| Historie (ヒストリエ?)                                                | gennaio 2003   | in corso (in pausa) | Hitoshi Iwaaki                    |
| Mokke (もっけ?)                                                       | marzo 2003     | luglio 2009         | Takatoshi Kumakura                |
| TOKKO (特公?)                                                         | aprile 2003    | 2006                | Tōru Fujisawa                     |
| Ōkiku Furikabutte (おおきく振りかぶって?)                             | settembre 2003 | in corso            | Asa Higuchi                       |
| Puu-Neko (プ～ねこ?)                                                  | dicembre 2003  | in corso            | Masayuki Kitamichi                |
| Little Jumper (リトル・ジャンパー?)                                   | 2004           | 2008                | Yuzo Takada                       |
| La voce delle stelle (ほしのこえ?)                                    | febbraio 2004  | dicembre 2005       | Makoto Shinkai, Sumomo Yumeka     |
| Yakushiji Ryōko no Kaiki Jikenbo (薬師寺涼子の怪奇事件簿 霧の訪問者?) | marzo 2004     | marzo 2009          | Yoshiki Tanaka, Narumi Kakinouchi |
| Shion no ō (しおんの王?)                                              | marzo 2004     | aprile 2008         | Naoko Hayashiba, Jiro Ando        |
| Gun Smith Cats (?)                                                    | luglio 2004    | settembre 2008      | Ken'ichi Sonoda                   |
| Nazo no kanojo X (謎の彼女X?)                                         | agosto 2004    | settembre 2014      | Riichi Ueshiba                    |
| Shūsen no Lorelei (終戦のローレライ?)                                 | febbraio 2005  | settembre 2007      | Harutoshi Fukui, Takayuki Kōsai   |
| Gankutsuō (巌窟王?)                                                   | marzo 2005     | marzo 2008          | Mahiro Maeda                      |
| Sora no Manimani (宙のまにまに?)                                      | settembre 2005 | luglio 2011         | Mahiro Maeda                      |
| Vinland Saga (ヴィンランド・サガ?)                                    | dicembre 2005  | luglio 2025         | Makoto Yukimura                   |
| Oltre le nuvole, il luogo promessoci (雲のむこう、約束の場所?)        | febbraio 2006  | agosto 2006         | Makoto Shinkai, Sumomo Yumeka     |
| Nachun (ナチュン?)                                                    | giugno 2006    | febbraio 2010       | Daisaku Tsuru                     |
| Mimia Hime (ミミア姫?)                                                | novembre 2006  | marzo 2009          | Yutaka Tanaka                     |
| Ōedo Rocket (大江戸ロケット, Ō?)                                      | febbraio 2007  | luglio 2009         | Kazuki Nakashima, Una Hamana      |
| Kabu no Isaki (カブのイサキ?)                                         | giugno 2007    | novembre 2012       | Hitoshi Ashinano                  |
| Octave (オクターヴ?)                                                  | gennaio 2008   | dicembre 2010       | Haru Akiyama                      |
| Jigopuri (ぢごぷり?)                                                  | maggio 2008    | giugno 2010         | Shimoku Kio                       |
| Knights of Sidonia (シドニアの騎士?)                                  | aprile 2009    | settembre 2015      | Tsutomu Nihei                     |
| Suiiki (水域?)                                                        | novembre 2009  | ottobre 2010        | Yuki Urushibara                   |

## Anni 2010
| Titolo                                                                                  | Prima uscita   | Ultima uscita | Mangaka                        |
| --------------------------------------------------------------------------------------- | -------------- | ------------- | ------------------------------ |
| Bullet the Wizard (ブレット・ザ・ウィザード?)                                           | giugno 2010    | dicembre 2012 | Ken'ichi Sonoda                |
| Bokura no Yoake (ぼくらのよあけ?)                                                       | gennaio 2011   | ottobre 2011  | Tetsuya Imai                   |
| Kyō no Yuiko-san (今日のユイコさん?)                                                    | settembre 2011 | aprile 2015   | Kenshin Hidekawa               |
| L'isola errante (冒険エレキテ島?)                                                       | settembre 2011 | in corso      | Kenji Tsuruta                  |
| Land of the Lustrous (宝石の国?)                                                        | ottobre 2012   | aprile 2024   | Haruko Ichikawa                |
| Under 3 (アンダー3?)                                                                    | aprile 2014    | in corso      | Shunji Enomoto                 |
| Fragile - Byourii Kishi Keiichirou no Shoken (フラジャイル 病理医岸京一郎の所見?)       | giugno 2014    | in corso      | Bin Kusamizu, Saburō Megumi    |
| Born to Be on Air! (波よ聞いてくれ?)                                                    | luglio 2014    | in corso      | Hiroaki Samura                 |
| Toppu GP (トップウGP?)                                                                  | maggio 2016    | in corso      | Kōsuke Fujishima               |
| Aono-kun ni Sawaritai kara Shinitai (青野くんに触りたいから死にたい?)                   | dicembre 2016  | in corso      | Umi Shiina                     |
| Issak (イサック?)                                                                       | gennaio 2017   | in corso      | Double-S                       |
| Mō, Shimasen Kara: Afternoon Gekiryū-hen (もう、しませんから。 ～アフタヌーン激流編～?) | gennaio 2017   | in corso      | Hideo Nishimoto                |
| Blue Period (ブルーピリオド?)                                                           | giugno 2017    | in corso      | Tsubasa Yamaguchi              |
| Yakuza Fiancé: Raise wa Tanin ga li (来世は他人がいい?)                                 | agosto 2017    | in corso      | Asuka Konishi                  |
| Heavenly Delusion (天国大魔境?)                                                         | gennaio 2018   | in corso      | Masakazu Ishiguro              |
| Hashikko Ensemble (はしっこアンサンブル?)                                               | febbraio 2018  | gennaio 2022  | Shimoku Kio                    |
| Neko ga Nishi Mukya (猫が西向きゃ?)                                                     | aprile 2018    | dicembre 2020 | Yuki Urushibara                |
| Skip to Loafer (スキップとローファー?)                                                  | agosto 2018    | in corso      | Misaki Takamatsu               |
| Inui to Tatsumi: Siberia Shuppei Hishi (乾と巽 ―ザバイカル戦記―?)                       | settembre 2018 | in corso      | Yoshikazu Yasuhiko             |
| Aa Shūkatsu no Megami-sama (ああっ就活の女神さまっ?)                                    | gennaio 2019   | ottobre 2021  | Uhei Aoki, Kumichi Yoshizuki   |
| WonDance (ワンダンス?)                                                                  | gennaio 2019   | in corso      | Coffee                         |
| Weathering with You (天気の子?)                                                         | luglio 2019    | agosto 2020   | Makoto Shinkai, Wataru Kubota  |
| The Decagon House Murders (十角館の殺人?)                                               | agosto 2019    | aprile 2022   | Yukito Ayatsuji, Hiro Kiyohara |

## Anni 2020
| Titolo                                                                        | Prima uscita   | Ultima uscita | Mangaka                        |
| ----------------------------------------------------------------------------- | -------------- | ------------- | ------------------------------ |
| Tomodachi toshite Daisuki (友達として大好き?)                                 | gennaio 2020   | maggio 2021   | Mikumi Yuuchi                  |
| Medalist (メダリスト?)                                                        | maggio 2020    | in corso      | Tsurumaikada                   |
| Darwin Jihen (ダーウィン事変?)                                                | giugno 2020    | in corso      | Shun Umezawa                   |
| Spotlight (スポットライト?)                                                   | luglio 2020    | luglio 2021   | Kaze Miura                     |
| Maō no Kikan (魔王の帰還?)                                                    | aprile 2021    | agosto 2021   | Michi Ichiho, Nori Arashiyama  |
| Q, koi tte nan desu ka? (Q、恋ってなんですか？?)                              | aprile 2021    | febbraio 2022 | Fiok Lee                       |
| Ai no Utagoe o Kikasete (アイの歌声を聴かせて?)                               | giugno 2021    | luglio 2022   | Megumu Maeda                   |
| Bitter End Roll (ビターエンドロール?)                                         | giugno 2021    | in corso      | Shu Sakura                     |
| Tengu no Daidokoro (天狗の台所?)                                              | settembre 2021 | in corso      | Ai Tanaka                      |
| Hellhound (ヘルハウンド?)                                                     | giugno 2022    | in corso      | Ryōji Minagawa                 |
| Chaos Game (カオスゲーム?)                                                    | luglio 2022    | in corso      | Daiki Yamazaki                 |
| Minzoku Gakusha - Akasaka Yaichirō no Jiken-bo (民俗学者 赤坂弥一郎の事件簿?) | agosto 2022    | in corso      | Richard Woo, Seimu Yoshizaki   |
| Medium (medium 霊媒探偵城塚翡翠?)                                             | settembre 2022 | in corso      | Sako Aizawa                    |
| Suzume no Tojimari (すずめの戸締まり?)                                        | ottobre 2022   | dicembre 2023 | Makoto Shinkai, Denki Amashima |
| Saihate no Serenade (最果てのセレナード?)                                     | novembre 2022  | in corso      | Hinoko Hiro                    |
| A Kingdom of Quartz (クオーツの王国?)                                         | dicembre 2022  | in corso      | BOMHAT                         |